# Shinobi Ninja
Шиноби Нинџа (енгл. Shinobi Ninja) је амерички рок бенд основан 2008. године у Њујорку. Музика бенда је мјешавина хип хопа, фанка, панка, регеа, метала и рока.

## Чланови бенда
- (Д. А.) Дјук Симс (Duke Sims) - вокал
- Елиен Лекс (Alien Lex) - бас гитара
- ДЈ Аксис Паверс (DJ Axis Powers) - ди џеј
- Бејби Џи (Baby G) - вокал
- Менијак Мајк (Maniak Mike) - гитара
- Терминатор Дејв (Terminator Dave) - бубнјеви

## Дискографија

#### Студијски албуми
- Rock Hood (2011)
- Escape from New York / Return From... (dupli album) (2014)
- Artistic Visions (2015)
- Bless Up (2017)